# Koralpe
Koralpe (Golica en slovène) désigne une chaîne de montagne ainsi qu'une station de ski de taille moyenne, situés près de Sankt Stefan im Lavanttal, dans l'est du Land de Carinthie en Autriche.
Les principaux sommets de la Koralpe sont :
- le Reinischkogel (1 463 mètres), très prisé par les habitants de Graz notamment pour la pratique de la randonnée pédestre ;
- le Große Speikkogel (2 140 mètres), qui abrite une antenne d'émission pour la radio et la télévision autrichienne, ainsi qu'un radar de l'armée autrichienne.

Depuis 2005, la construction d'un tunnel ferroviaire permettant la liaison entre Klagenfurt et Graz est en cours de réalisation.

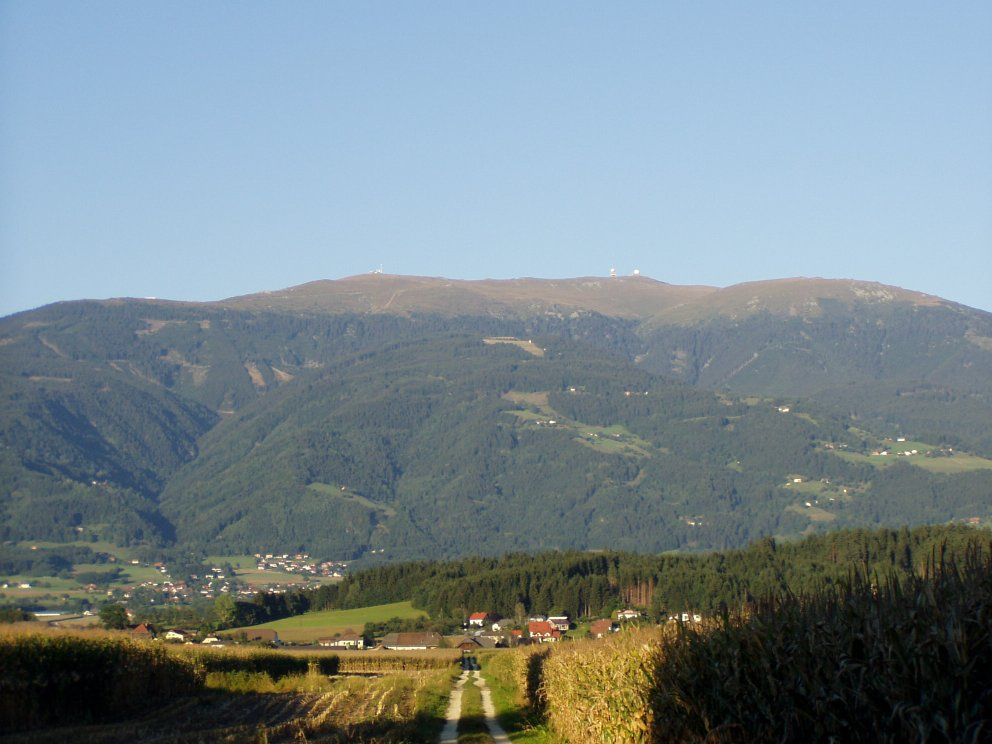
Koralpe depuis l'ouest

## Domaine skiable
Le domaine skiable, très ensoleillé, est situé sur les versants du Steinschober (2 070 mètres), le premier sommet de plus de 2 000 mètres des Alpes du Sud-Est. Les pistes sont dans l'ensemble beaucoup plus faciles que dessinées sur le plan des pistes officiel. De fait, la station est particulièrement adaptée aux skieurs de niveau débutant.
Un télésiège 4 places débrayable moderne part du bas du domaine, et est desservi par deux pistes très faciles et larges. Hormis cette remontée mécanique, l'infrastructure de transport se limite uniquement à des téléskis.
Le sommet est très mal desservi. En effet, il n'est accessible que par un seul téléski excentré, qui impose une longue et lente remontée ainsi que d'emprunter des chemins de liaison relativement plats.
Un petit domaine de ski hors-pistes est accessible depuis le sommet du domaine. Il offre quelques possibilités de skier entre les arbustes, tout risque d'avalanche étant ainsi relativement limité.
La station est membre des regroupements de stations de ski Skiregion Süd et TopSkiPass Kärnten & Osttirol.

## Histoire
- 1933 : Construction de l'auberge Waldrast.
- 1964 : Construction du premier téléski par Hermann Traußnig.
- 1984 : Acquisition de la première dameuse.
- 1999 : Construction d'un système d'enneigement automatique.
- 2003 : Construction du télésiège Burgstallofenbahn.